# はるかぜ型巡視艇
はるかぜ型巡視艇（はるかぜがたじゅんしてい、英語: Harukaze-class patrol craft）は、海上保安庁の港内艇（1957年に巡視艇と改称）の船級。区分上はCL型、公称船型は15メートル型。

## 設計
概略配置は昭和24年度計画のそよかぜ型を踏襲している。船型は昭和28年度計画の「あらかぜ」をベースとしており、没水部船型はV型である。同艇はアルミニウム合金艇であったのに対し、本型では木造艇とされたが、当時は軽構造木船に対する構造規程が無かったことから、同種の艇の船殻の比較強度計算を行って、合理的な部材寸法を決定した。骨材はけやき材、外板は斜め二重張り、甲板・隔壁・上部構造物は合板とされた。なお甲板および海図室・操舵室天井にはガラス繊維強化プラスチックによる塗装を行った。また機関室の天蓋・床板や艤装、タンク類はアルミニウム合金製である。
主機関としては、前期建造艇ではそよかぜ型と同様、グレーマリン・ディーゼルエンジン（単機出力165馬力）を搭載した。その後、5番艇「なつかぜ」では三菱DH24MKディーゼルエンジン（単機出力250馬力）を搭載し、昭和36・38年度計画艇もこの規格で建造されたことから、これらを特になつかぜ型と称することもある。
なお「ゆうかぜ」は四日市海上保安部への配属が予定されていたことから、四日市コンビナートの火災に備えて、左舷主機により駆動する方式の消防ポンプを搭載した。

## 同型艇
| 計画年度   | #     | 船名     | 建造       | 竣工           | 解役           |
| ---------- | ----- | -------- | ---------- | -------------- | -------------- |
| 昭和32年度 | CL-15 | はるかぜ | 横浜ヨット | 1958年3月31日  | 1974年10月8日  |
| 昭和32年度 | CL-16 | さちかぜ | 横浜ヨット | 1958年3月31日  | 1975年2月5日   |
| 昭和34年度 | CL-18 | まつかぜ | 横浜ヨット | 1960年2月15日  | 1975年2月24日  |
| 昭和34年度 | CL-19 | いわかぜ | 横浜ヨット | 1960年2月15日  | 1975年1月6日   |
| 昭和34年度 | CL-20 | なつかぜ | 墨田川造船 | 1960年2月15日  | 1975年3月1日   |
| 昭和36年度 | CL-21 | ゆきかぜ | 横浜ヨット | 1962年1月31日  | 1979年7月27日  |
| 昭和36年度 | CL-22 | しまかぜ | 横浜ヨット | 1962年1月31日  | 1979年10月15日 |
| 昭和36年度 | CL-23 | ゆうかぜ | 横浜ヨット | 1962年1月31日  | 1979年8月16日  |
| 昭和38年度 | CL-24 | よどかぜ | 横浜ヨット | 1963年12月20日 | 1979年9月12日  |
| 昭和38年度 | CL-25 | あさかぜ | 横浜ヨット | 1963年12月20日 | 1979年9月13日  |

## 登場作品
『キングコングの逆襲』
「あさかぜ」が登場。クライマックスにて、東京湾でドクター・フー一味の双胴輸送船を攻撃するキングコングの元へ主人公たちを乗せて駆けつけ、最後は、双胴輸送船を沈め終えると故郷のモンド島へ向け泳ぎ去って行くキングコングを見送る。